# 3.º Grupo Panzer (Alemanha)
O 3° Grupo Panzer foi formado em 16 de novembro de 1940 a partir do XV Corpo de Exército, sendo redesignado 3º Exército Panzer em 1 de Janeiro de 1942.

## Comandantes
| Comandante                                            | Data                                          |
| ----------------------------------------------------- | --------------------------------------------- |
| Generaloberst Hermann Hoth                            | 16 de novembro de 1940 - 5 de outubro de 1941 |
| Generaloberst Georg-Hans Reinhardt                    | 5 de outubro de 1941 - 15 de agosto de 1944   |
| Generaloberst Erhard Raus                             | 15 de agosto de 1944 - 10 de março de 1945    |
| General der Panzertruppen Hasso-Eccard von Manteuffel | 10 de março de 1945 - maio de 1945            |

## Chiefs of Staff
| Oberst i.G. Walther von Hünersdorff     | 16 de novembro de 1940 - 13 de maio de 1942 |
| Generalleutnant Walter Schilling        | 13 de maio de 1942 - 5 de maio de 1943      |
| Generalmajor Otto Heidkämper            | 5 de maio de 1943 - 1 de setembro de 1944   |
| Generalmajor Burkhart Müller-Hillebrand | 1 de setembro de 1944 - maio de 1945        |

## Oficiais de Operações
| Oberstleutnant i.G. Harald Freiherr von Elverfeldt | 16 de novembro de 1940- 31 de janeiro de 1941 |
| Oberstleutnant i.G. Carl Wagener                   | 1 de fevereiro de 1941 - 1 de junho de 1942   |
| Oberst i.G. Dietrich Beelitz                       | 2 de junho de 1942 - 5 de novembro de 1943    |
| Oberst i.G. Hans-Joachim Ludendorff                | 5 de novembro de 1943 - maio de 1945          |

## Área de Operações
- França (Novembro 1940 - Junho 1941)
- Frente Oriental, Setor Central (Junho 1941 - Janeiro 1942)

## Ordem de Batalha

### 27 de Junho de 1941
- LVII Corpo de Exército(mot)
- 12ª Divisão Panzer
- 19ª Divisão Panzer
- 18ª Divisão de Infantaria (mot.)
- XXXIX Corpo de Exército (mot)
- 7ª Divisão Panzer
- 20ª Divisão Panzer
- 20ª Divisão de Infantaria (mot.)
- 14ª Divisão de Infantaria (mot.)

### Outubro de 1941
- XXXIX Corpo Panzer
- 7ª Divisão Panzer
- 20ª Divisão Panzer
- 14ª Divisão de Infantaria (mot.)
- 20ª Divisão de Infantaria (mot.)
- LVII Corpo Panzer
- 12ª Divisão Panzer
- 19ª Divisão Panzer
- 18ª Divisão de Infantaria
- V Corpo de Exército
- 5ª Divisão de Infantaria
- 35ª Divisão de Infantaria
- VI Corpo de Exército
- 6ª Divisão de Infantaria
- 26ª Divisão de Infantaria
- XLI Corpo Panzer
- 1ª Divisão Panzer
- 16ª Divisão de Infantaria
- LVI Corpo Panzer
- 6ª Divisão Panzer
- 7ª Divisão Panzer

## Ligações Externas
- Feldgrau
- Axis History
- Lexikon der Wehrmacht